# 東インドへの航海

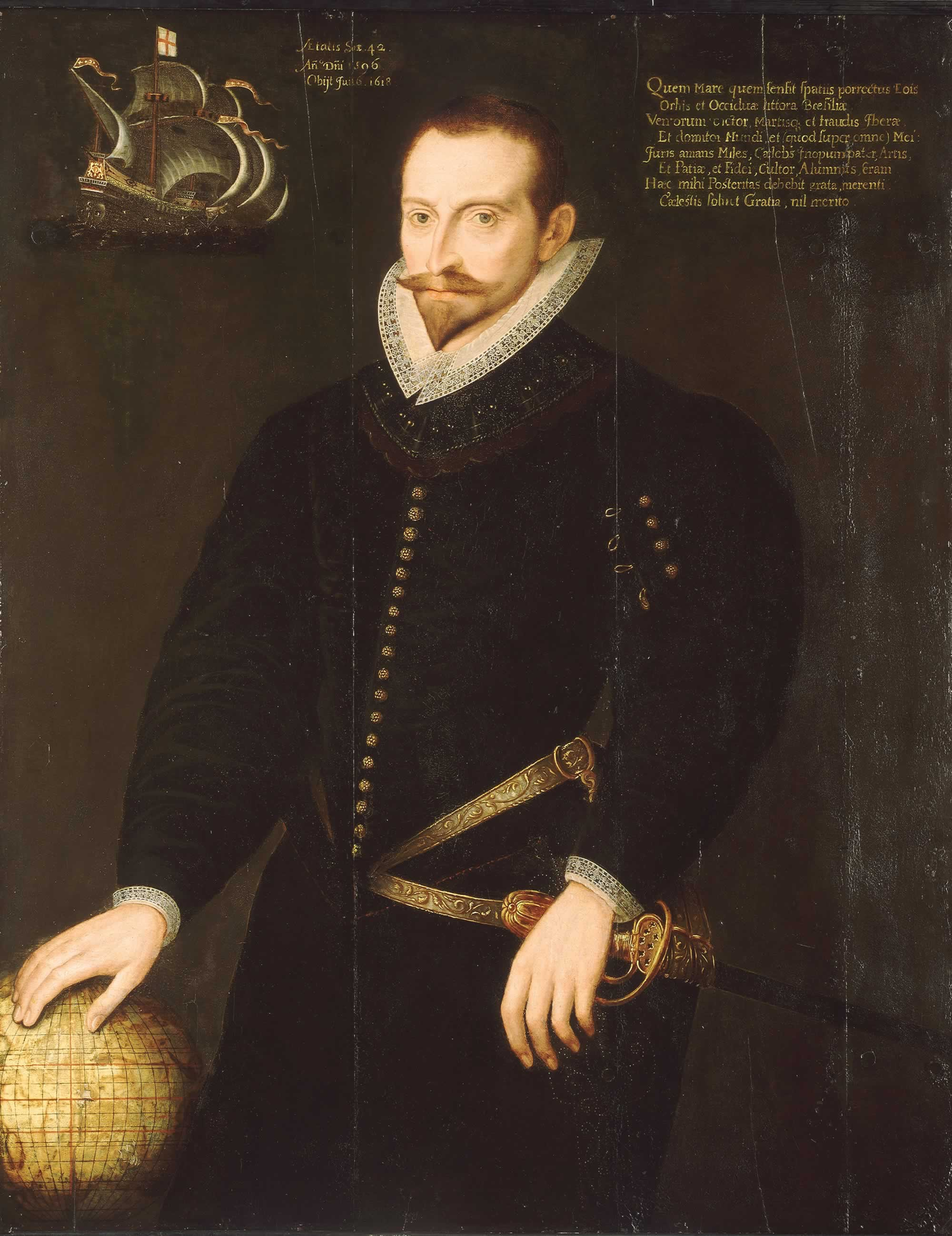
ジェームズ・ランカスターの肖像（1596年）

『東インドへの航海』（ひがしインドへのこうかい）は、1600年に設立されたイギリス東インド会社が初めて東インド（インド以東の東南アジア諸地域）に派遣した船団の航海についての、筆者不明の旅行記である。この航海は1601年から1603年にかけて、ジェームズ・ランカスターに率いられて行われた。
正式な題名は『ジェイムズ・ランカスター船長（今は士爵）による、ドラゴン号・ヘクター号・アセンション号・スーザン号の四隻の大型帆船、ならびに給糧船ゲスト号を従えて、1600年〔1601年〕、ロンドンの貿易商らのために行われた、東インドへの初航海の記』（The first Voyage made to East-India by Master Iames Lancaster, now Knight, for the Merchants of London, Anno 1600. With foure tall Shippes, (to wit) the Dragon, the Hector, the Ascension and Susan, an a Victualler calleld the Guest.）。題名に見える「ゲスト号」は「ギフト号」の誤りである。

## 概要

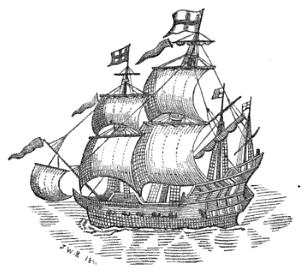
The Last East-Indian voyage, London, 1606.所収の挿絵。「レッド・ドラゴン号、ジェイムズ・ランカスター船長、1602年、マラッカ海峡にて」

ランカスター個人にとってはじめての東インド航行は、1591年4月、ジョージ・レイモンドを総指揮官とする、イギリス最初となるアジア水域への航海であった。この航海は失敗に終わったものの、ランカスターは多くの知識を得た。この旅行記に残されている航海は、ランカスター個人にとって二回目となる東インド行きである。
1601年2月13日に出港した、ランカスター自身が船長を務めるドラゴン号（レッド・ドラゴン号 (Red Dragon (1595)) ）以下の船団は、病気に見舞われながらもアチェンへ到着し、国王へエリザベス女王に託された親書を渡し、取引を行っている。その後アチェン国王の援助の下、ポルトガル船を襲撃しキャラコ、インド更紗を略奪している。アチェンを出た後に、バンタンにて貿易の取り決めを行い、大量の胡椒を買い集めて1603年9月11日に本国へ帰港している。
この功績をエリザベスに認められたランカスターは士爵（ナイト）に叙され、東インド会社の24人の理事の一人として活躍した。

## 内容
船出への準備、航海中の出来事、サルダニア出港まで
東インド貿易を切り開くために、ロンドン貿易商らによって七万二千ポンドの資金が集められ、船と雑貨が整えられた。エリザベス女王お墨付きの貿易商もいたため、エリザベスは彼らに和親修好の盟約を求め、親書を与え、船団長ランカスターには船団の軍律施行権を認めている。
ランカスターはテムズ川のウリッジを出発後、カナリア諸島、ブランコ岬、ヴェルデ岬諸島、南米最東端のアウグスチン岬、そして南アフリカのサルダニア湾（テーブル湾）を経由している。途中、ポルトガル船を襲撃し、積み荷を略奪している。また、凪や逆風に見舞われ、赤道北側で長い時間を費やすこととなり、多くの乗組員が壊血病で死亡している。尚、ランカスター自らが船長を務めるドラゴン号は、彼が用意したレモン汁によって壊血病を防いでいる。サルダニア湾へ寄港したのは、病人の回復のためであった。ここを再び出港する際には、乗組員の体調は回復していたが、この時既に全船で105人失くしている。
サルダニアを出発、スマトラのアチェンへの船路。途中、セント・メリー、アントンジル、ニコバルなどでの取引、ソンブレロの不思議な植物、その他の出来事
1601年10月29日にサルダニア湾を出港、聖ローレンス島（マダガスカル島）、マダガスカル島東のセント・メリー島とアントンジル湾、ログピズ島、チャゴス諸島、スリランカ東方、スマトラ西北方のニコバル諸島、ニコバル北方のソンブレロ島を経由している。
途中再び壊血病に船が見舞われ、レモンとオレンジの買い入れのため、セント・メリー島に立ち寄っている。彼らは島に住んでいた先住民についての観察記を残している。その後、アントンジル湾で、オランダ人が岩に刻んだ文字を発見している。後続船のため船の到着・出発の日付を岩に刻むことは、当時よく行われていたことだった（ここにいうオランダ船とはヤコブ・ファン・ヘームスケルクとウォルブヘルト・ハルメンス率いる13隻のうちの一部である）。
マダガスカル島滞留中、副船長の一人ウィリアム・ウィンター含め10名以上が死亡している。この高級船員の埋葬中、礼砲がアセンション号の船長ウィリアム・ブランドと水夫副長に命中し、二人とも命を落としている。この種の事故は、当時空砲を放つ習慣がなかったため、珍しいことではなかった。また、幾人かが汚れた水が原因による赤痢で死亡している。
アントンジル湾を出発後、ログピズ島（これは誤り。正しくはアガレガ島）を視認した。この島には様々なフルーツが実っていたが、島の沿岸部の形状からいって上陸は不可能だった。
悪天候に悩まされ、ニコバルの北にあるというソンブレロ島（一説によると、ナンカウリー島のこと。なお、ソンブレロ島なる島は実際には存在しないという）に上陸した。島には先住民が住んでおり、不思議な服を着た悪魔崇拝者がいた。ソンブレロ島を探索していた船員たちは樹木や石に変化する虫を発見したという。
いわく、その島に自生している樹木は地中にいる不思議な虫と繋がっていて、樹木が成長するごとに虫の方は小さくなっていく。最終的には虫が樹木へと完全に変化する。しかし、その樹木を少し引き抜いて放置しておくと木の樹皮が岩に変化するという。また、この虫（樹木）の特殊な性質として、その樹木を人間が引き抜こうとすると、それに抗おうとする虫がさらに地中に潜っていくという。
なお、船員たちは、この不思議な虫を何匹か捕まえてイギリスに持ち帰っている。
アチェンでのもてなしと取引
1602年6月5日にスマトラ島に到着し、その後アチェンに到着している。ここではアチェン国王（当時の国王（スルタン）はアラーウッディーン・リアーヤット・シャー）による歓迎と、女王の親書についての取引が書かれている。
エリザベス女王に対し好意的であった国王により歓迎されたランカスターらは、親書を渡し入国と交易の自由、関税自主権、裁判権等が認められた。
ランカスターはここで胡椒を入手しようとしたが、不作により少量しか手に入らず、当時胡椒の主な積出港であったプリアマンに向かうも、彼らの想像よりも高く、多くを購入することはできなかった。
ポルトガルの奸計の露見、マラッカ付近での敵船拿捕
この時、アチェンにはポルトガルの使節も来ていたが、ランカスターの船にスパイを送りこみ、船内の絵図を描かせ、マラッカの兵力を借りて奇襲をかけようとしていた。スパイを言いくるめ、この計画を知ったランカスターは、国王に援助を求め、絵図の回収とポルトガルの使節の出港の引き留めを願い出ている。この援助によって、マラッカ海峡で待ち伏せをしていたランカスターの船団は、後にやってきたポルトガル船に襲い掛かり、キャラコやインド更紗等を略奪している。
国王との贈り物交換　国王からエリザベス女王への親書　プリアマンおよびバンタンに向けて出航　同地での貿易取り決め
1602年10月24日再びアチェンへ戻り、国王へ略奪した商品の一部を贈ると、国王はエリザベス女王への親書を彼に託した。この時残しておいた船員に胡椒の買い付けをさせていたが、プリアマン、バンタン（ジャワ島西北端）ではここよりもより低価で、十分に胡椒を買い付けできると知り、11月9日にアチェンを出航しバンタンに向かっている。
バンタンに到着したランカスターは、国王へ親書を渡し、自由貿易、安全保障等が認められた。ここで十分な胡椒の買い付けに成功したランカスターは、1603年2月20日にイギリスへ戻るため出航している。この時ヘクター号船長ジョン・ミドルトンが病で死亡している。
イングランドへの出発と途上の出来事
バンタンを後にしたランカスターらが、イギリスに到着するまでの記述がなされている。嵐による船の損傷により、三ヶ月あまり陸に上がれず航海を続けている。行きと較べて、極端に記述が減っているのが特徴的である。セント・ヘレナ島を経由し、船の修復と食糧調達を行った後、アセンション島を通過し、1603年9月11日にイギリスのダウンズに到着した。

## 評価・影響
イギリス東インド会社の台頭と、ポルトガルの没落の歴史的転換を理解するうえで、この東インド航行の旅行記の歴史的価値の高さが窺える。この旅行記の特徴でもある、ポルトガルやオランダの商人についての記述の多さから、当時の東方交易におけるイギリス外のヨーロッパ各国の様子を知る上で貴重な史料であるといえる。
ただ、筆者が不明であること、題目に「今は士爵」と添えられていることから分かるように、航海が終わった後に加筆されている可能性があり、やや信憑性に欠ける。尚、交易における内容の細かさや、この種の記録にありがちな船長への中傷の言葉もないことから、恐らくはランカスターと親密な関係にある商人であったという推測ができる。
この東インド会社設立第一回派遣の成功は、後にイギリスが大発展するきっかけとなる。旅行記という記録が、後の航海にとって重要な知識という武器となったこの時代において、この旅行記もイギリスの東方交易発展の要因となったと言える。